# Khai quang
Khai quang (tiếng Pali: Buddhābhiṣeka; tiếng Phạn: Buddhābhiṣeka) hay Khai quang điểm nhãn chỉ về một loạt các nghi lễ Phật giáo được sử dụng để làm lễ thờ cúng hình ảnh của Đức Phật và các chư vị Phật khác, chẳng hạn như các vị bồ tát nhằm mượn hình tượng chư vị Phật, Bồ tát để khai mở quang minh tự tánh của chúng sinh. Khai quang điểm nhãn (Buddhābhiseka) được biết đến với nhiều tên gọi khác nhau trong nhiều ngôn ngữ, chẵng hạn như Khai nhãn (Kaiyan/開眼), Khai quang (開光), Điểm nhãn (Dianyan/點眼), theo đó, sau khi làm xong một pho tượng, người ta làm lễ điểm con mắt cho có tinh thần, lễ ấy gọi là lễ khai quang điểm nhãn. Người ta tin rằng nghi lễ hiến dâng thánh thiêng này sẽ truyền hồn cho tượng Phật đầy dẫy thánh thiêng để có thể gia hộ, bảo vệ gia chủ và khu vực xung quanh tránh khỏi những điều xui xẻo và lúc này những bức tượng Phật sẽ có hồn và tượng trưng cho sức mạnh của Đức Phật.

## Các truyền thống
Phật tử Miến Điện thực hiện nghi lễ thánh hiến cho hình ảnh của Đức Phật được sử dụng để tôn kính cả ở nhà và ở những nơi thờ cúng công cộng, chẳng hạn như tu viện và chùa chiền. Trước khi sử dụng tượng Phật để tôn kính, tượng Phật sẽ được trải qua nghi thức thánh hiến trong nghi lễ Buddhābhiseka maṅgala. Nghi lễ thánh hiến này được chủ trì dưới pháp sự của một nhà sư Phật giáo sẽ tuyên đọc Aneka jāti saṃsāraṃ (ý nghĩa là Tôi đã lang thang qua nhiều kiếp sống) trong câu thơ thứ 153 của Kinh Pháp cú (Dhammapada) được cho là những lời đầu tiên mà Đức Phật thốt ra khi đạt thành Phật quả. Trong nghi thức tín ngưỡng Trung Hoa, thì khai quang điểm nhãn là thuật ngữ để chỉ lễ thánh hiến một bức tượng của một vị thần, nghĩa đen của Khai quang có nghĩa là "khai sáng". Mặc dù thường được thực hiện trong các tín ngưỡng Phật giáo Trung Quốc và Đạo giáo, nhưng nó cũng được biết đến rộng rãi như một nghi lễ hiến trang phục sư tử mới được sử dụng cho múa lân truyền thống. Nghi lễ Khai quang khác nhau giữa các truyền thống tôn giáo Trung Quốc, nhưng về cơ bản, đây là thủ pháp thánh hiến trang trọng để sử dụng đúng cách bằng cách chấm vào mắt của bức tượng vị thần bằng bút thư pháp được phủ bột chu sa. Nghi lễ này được thực hiện dưới tay các đạo sĩ (trong Đạo giáo), tỳ kheo (bhikkhu) (trong Phật giáo) hoặc bằng cách thỉnh một vị thần nhập vào bức tượng.